# Синдром Перегрина
Синдром Перегрина — явление спонтанной регрессии рака без проведения какого-либо противоопухолевого лечения. Регрессия может быть полной — самоизлечение онкобольного как и от первичного очага болезни, так и от возможных метастазов, то есть наступление полной ремиссии. Так же наблюдаются случаи частичной регрессии рака — частичное или полное «рассасывание» первичной опухоли, или же метастазов.
Первое упоминание о синдроме Перегрина относится к концу XIII века. Святой Перегрин, итальянский священник, однажды обнаружил у себя большую костную опухоль, которая требовала ампутации. Хирургия тех времён не могла ему помочь, и Святой Перегрин начал усиленно молиться, что, по его мнению, должно было ему помочь. Он умер в 1345 году, в возрасте 80 лет без признаков рецидива.

## Частота регрессииракав зависимости от локализации первичной опухоли
Здесь приведено распределение случаев регрессии рака, зарегистрированных в 1966-87 годах.

### Смешанныйрак(Miscellaneous) (n=211)
| вид карциномы         | английское название   | кол-во (излечившихся) |
| --------------------- | --------------------- | --------------------- |
| Лимфома               | Lymphoma              | 68                    |
| Лейкемия              | Leukaemia             | 53                    |
| Нейробластома         | Neuroblastoma         | 41                    |
| Ретинобластома        | Retinoblastoma        | 33                    |
| Саркома Капоши        | Kaposi’s sarcoma      | 7                     |
| Гемангиоэндотелиома   | Haemangioendothelioma | 2                     |
| Болезнь Ходжкина      | Hodgkin’s disease     | 2                     |
| Ангиоэндотелиома      | Angioendothelioma     | 1                     |
| Лимфосаркома          | Lymphosarcoma         | 1                     |
| Малигнома склеры      | Malignoma of sclera   | 1                     |
| Симпатобластома       | Sympathoblastoma      | 1                     |
| Остеобластома         | Osteoblastoma         | 1                     |
| Рак из клеток Меркеля | Merkel’s cell tumour  | 1                     |

### Мочеполовой аппарат(Genitpurinary/breast) (n=116)
| вид карциномы   | английское название | кол-во (излечившихся) |
| --------------- | ------------------- | --------------------- |
| Гипернефрома    | Hypernephroma       | 68                    |
| Молочная железа | Breast              | 22                    |
| Яичко           | Testis              | 16                    |
| Мочевой пузырь  | Bladder             | 4                     |
| Уретра          | Urethra             | 2                     |
| Матка           | Uterus              | 2                     |
| Эндометрий      | Endometrium         | 1                     |
| Яичник          | Ovary               | 1                     |

### Кожа(Skin) (n=84)
| вид карциномы                       | английское название     | кол-во (излечившихся) |
| ----------------------------------- | ----------------------- | --------------------- |
| Злокачественная меланома/Чёрный рак | Malignant melanoma      | 69                    |
| Болезнь Боуэна (вульва)             | Bowen’s disease (vulva) | 6                     |
| Базалиома                           | Basal cell carcinoma    | 4                     |
| Болезнь Боуэна (пенис)              | Bowen’s disease (penis) | 4                     |
| Эпителиома                          | Epithelioma             | 1                     |

### Желудочно-кишечный тракт(Gastrointestinal) (n=34)
| вид карциномы        | английское название | кол-во (излечившихся) |
| -------------------- | ------------------- | --------------------- |
| Толстая/Прямая кишка | Colon/rectum        | 10                    |
| Желудок              | Stomach             | 10                    |
| Печень               | Liver               | 10                    |
| Поджелудочная железа | Pancreas            | 3                     |
| Кишечник             | Intastine           | 1                     |

### Эндокринная система(Endocrine) (n=2)
| вид карциномы      | английское название | кол-во (излечившихся) |
| ------------------ | ------------------- | --------------------- |
| Надпочечная железа | Adrenal             | 1                     |
| Щитовидная железа  | Thyroid             | 1                     |

### Мозг(Brain) (n=4)
| вид карциномы | английское название | кол-во (излечившихся) |
| ------------- | ------------------- | --------------------- |
| Глиома        | Glioma              | 2                     |
| Астроцитома   | Astrocytoma         | 1                     |
| Аденогипофиз  | Intrasellar tumour  | 1                     |

### Головаишея(Head and neck) (n=13)
| вид карциномы                    | английское название            | кол-во (излечившихся) |
| -------------------------------- | ------------------------------ | --------------------- |
| Железисто-кистозный рак          | Adenoid cystic carcinoma       | 5                     |
| Гортань                          | Larynx                         | 4                     |
| Глотка                           | Pharynx                        | 1                     |
| Другие плоскоклеточные карциномы | Other squamous cell carcinomas | 3                     |

### Дыхательные пути(Respiratory) (n=25)
| вид карциномы | английское название | кол-во (излечившихся) |
| ------------- | ------------------- | --------------------- |
| Лёгкие        | Lung                | 18                    |
| Бронхи        | Bronchial           | 7                     |

### Мягкие ткани икости(Soft tissue and bone) (n=5)
| вид карциномы | английское название | кол-во (излечившихся) |
| ------------- | ------------------- | --------------------- |
| Хондросаркома | Chondrosarcoma      | 1                     |
| Остеосаркома  | Osteosarcoma        | 3                     |
| Саркома       | Sarcoma             | 1                     |